# Johan Lilliehöök (1598-1642)
Johan Nilsson Lilliehöök var en svensk militär, sedermera rikstygmästare och general, född 1598 i Fårdala, död 23 oktober 1642 i Leipzig. Han var son till riksrådet Nils Andersson Lilliehöök och Brita Hand.

## Biografi
Johan Lilliehöök var herre till Händelö gård i Norrköping och en av Gustav II Adolfs mest kända fältherrar. I ett fälttåg under år 1639 bröt han benet innan belägringen av Landsberg an der Warthe. Han deltog även bland annat i och andra slaget vid Breitenfeld den 23 oktober 1642, där han var Lennart Torstensons närmaste man. Han sårades dödligt under slaget och avled kort efteråt, enligt uppgift inför pfalzgreven Karl Gustav, som påstås sagt honom: "Vi har segrat, Lilliehöök, och det genom dig!" och Lilliehöök skall ha svarat: "Då dör jag nöjd, Gud välsigne er och mitt fädernesland genom er!". Han blev överste 1628, generalmajor 1634, guvernör i Hinterpommern 1638 och rikstygmästare 1642.

## Familj
Johan Lilliehöök var gift tre gånger. Första gången gifter han sig 1628 med Kristina Hästehufvud, dotter till Anders Eriksson Hästehufvud.Andra gången gifte han sig den 10 juli 1632 i Stockholm med Ingeborg Bååt (1614-1635), syster till Sten Jakobsson. Ingeborg Bååt var dotter till Jakob Jakobsson Snakenborg Bååt (1580-1627) och hans maka Kerstin Tott (1575-1625). Ingeborg föddes den 3 april 1614 i Söderby och dog den 30 december 1635 i Riika. Tredje gången gifte sig Johan Lilliehöök 1638 med Kristina Ulfsparre. 

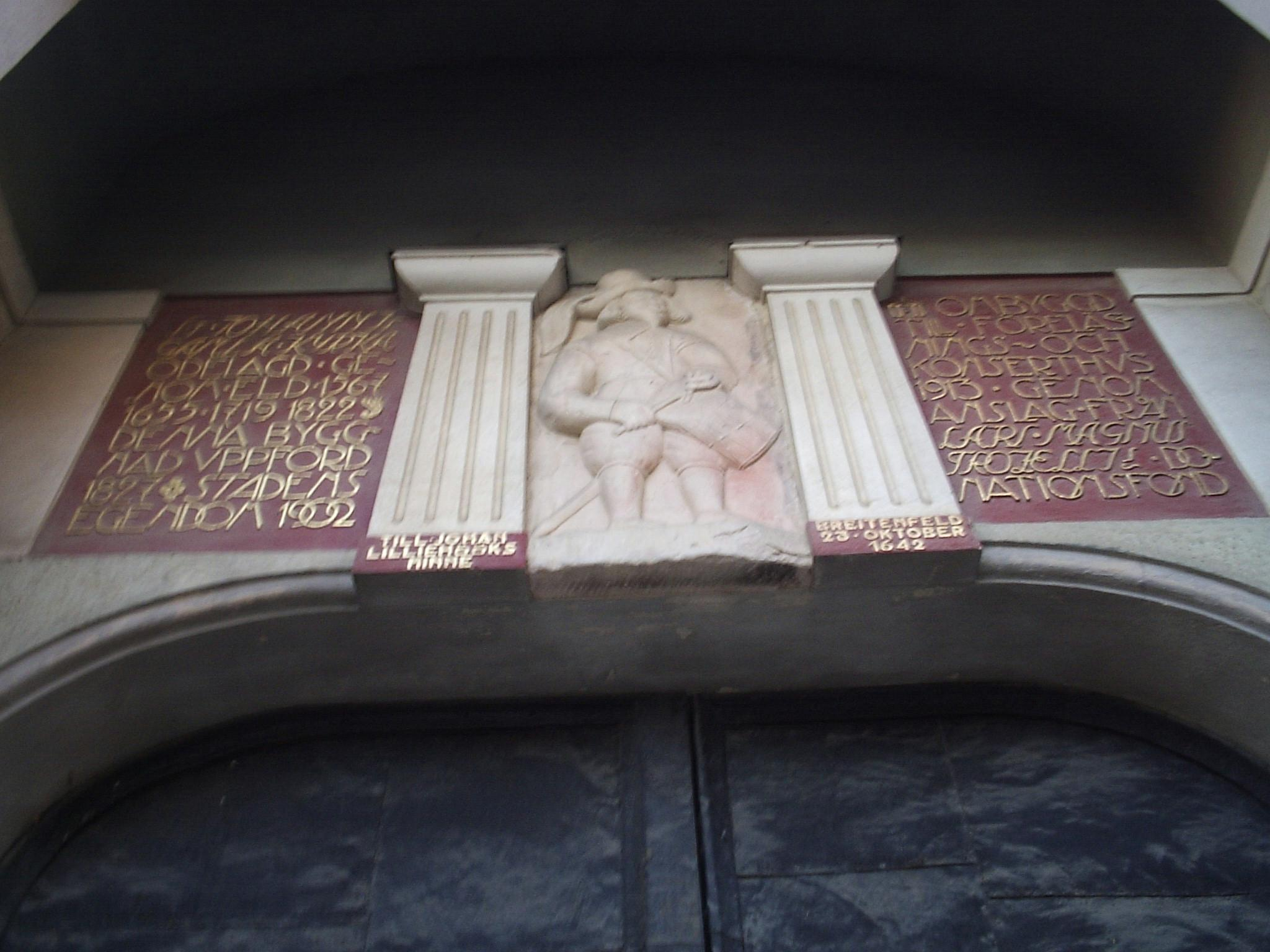
Minnesportal över Johan Lilliehöök, över ingången till den äldre Sankt Johannes kyrka i Norrköping.

### Barn
- Jakob Lilliehöök af Fårdala (1633-1657), friherre.
- Anders Lilliehöök af Fårdala (1635-1685), friherre.
- Ingeborg Lilliehöök af Fårdala (1639-1675), friherrinna, upphöjd i friherrligt stånd 1651. Gift 23 juni 1661 med kungl. rådet, fältmarskalken, generalguvernören, friherre Göran Sperling (1631–1691), greve Sperling, i hans första gifte. Hennes barn fick 1/4-del i arvet efter morbrodern, friherre Anders Lilliehöök. Hon är begraven i Halmstads kyrka.
- Berta Lilliehöök af Fårdala (1642-1676), friherrinna. Gift med sin styvfars brorson, assessor Nils Nilsson Natt och Dag i hans första gifte.

Johan Lilliehöök ligger begravd i Lilliehöökska gravvalvet i Sankt Johannes kyrka i Norrköping.

## Ätt
Fårdalagrenen av ätten Lilliehöök af Fårdala nr: 1 är liksom ätten Lilliehöök af Gälared och Kolbäck nr: 66 utgrenad ur en sedan 1462 känd västgötsk frälsesläkt med väpnaren och häradshövdingen i Kullings härad och Bjärke härader Bertil Persson (Pedersson) som äldste kände stamfader. Vid Riddarhusets grundande 1625 bestod släkten av tre grenar: Kolbäck, Fårdala och Gälared. Fårdalagrenen för av tradition sedan 1700-talets mitt en friherrlig krona på hjälmen.
Två bröder av den ursprungliga Fårdalagrenen, Jakob Lilliehöök (1633-1657) och Anders Lilliehöök (1635–1685) upphöjdes 1651 tack vare faderns, generalen av infanteriet Johan Lilliehöök (1598–1642) förtjänster i friherrligt stånd och introducerades 1652 under nr 13 till Lilliehöök af Fårdala. Ätten utslocknade redan 1685 med Anders Lilliehööks död.